# ألكسندر هيرمان (ساحر استعراضي)
ألكسندر هيرمان (بالإنجليزية: Alexander Herrmann)‏ هو ساحر استعراضي أمريكي، ولد في 10 فبراير 1844 في باريس في فرنسا، وتوفي في 17 ديسمبر 1896 في إليكوتفيل في الولايات المتحدة.